# Ducati Panigale
Ducati Panigale je motocykl kategorie superbike, vyvinutý firmou Ducati, vyráběný v letech 2012–2014. Tento motocykl je vyráběn ve verzích 899, 1199, 1199 S a Panigale R. Předchůdcem byl typ Ducati 1198, nástupcem se stal model Ducati Panigale 1299.

## Technické parametry Ducati Panigale 1199
- Rám: páteřový
- Suchá hmotnost: 166,5 kg
- Maximální rychlost: 325 km/h